# Jurij Norštejn

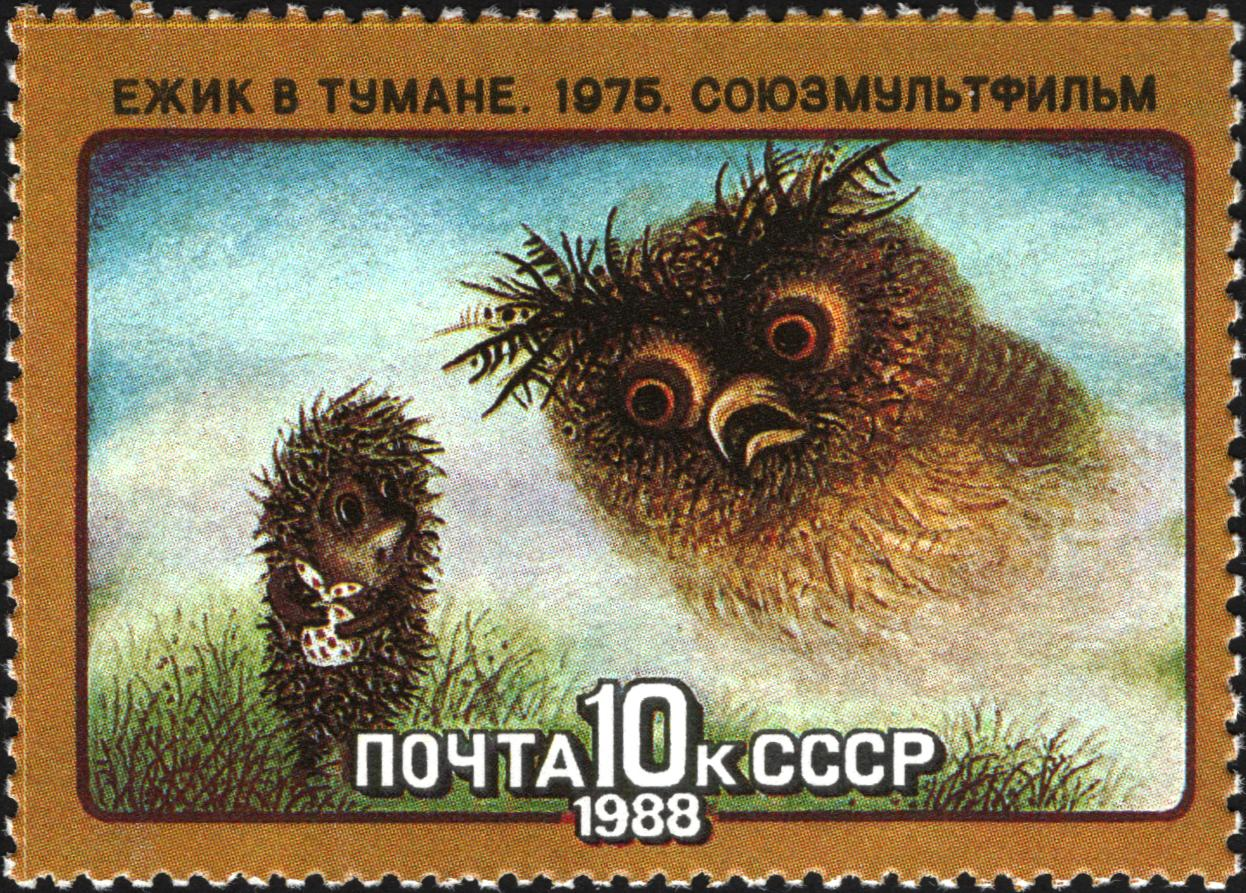
Známka s motivem z filmu Ježek v mlze

Jurij Borisovič Norštejn (rusky Юрий Борисович Норштейн, 15. září 1941 Andrejevka) je ruský animátor a režisér, od roku 1996 držitel titulu národní umělec Ruské federace.

## Život
Pochází z moskevské židovské rodiny, narodil se v Penzenské oblasti, kam byla jeho matka za války evakuována. V roce 1961 absolvoval animátorský kurs pořádaný studiem Sojuzmultfilm. Pracoval pod vedením režiséra Ivana Ivanova-Vana, v roce 1968 spolu s Arkadijem Ťurinem vytvořil svůj první film 25. říjen — první den, zabývající se odrazem Říjnové revoluce v tvorbě avantgardních malířů. Dalším filmem byla Bitva u Keržence (1971), freska z ruské historie využívající hudbu Nikolaje Andrejeviče Rimského-Korsakova. Následovaly dětské filmy Liška a zajíc (1973), Jeřáb a volavka (1974) a Ježek v mlze (1975). Norštejn na nich spolupracoval se svojí manželkou, výtvarnicí Francescou Jarbusovovou, inspiroval se pokusy Alexandra Alexejeva s prostorovou iluzí dosahovanou pomocí špendlíkového plátna. Pohádkové náměty jsou zpracovány lyrickým způsobem se smyslem pro tragikomické životní situace, Josif Bojarskij o Ježkovi v mlze napsal: „Tento film, plný jemných psychologických nuancí, dokazuje, že neexistují žádné odstíny lidských citů, které by se nedaly vyjádřit prostředky kresleného filmu.“ V roce 1975 obdržel Státní cenu Sovětského svazu.
V roce 1979 natočil Norštejn film Pohádka pohádek podle scénáře Ljudmily Petruševské a s hudbou Michaila Mejeroviče. Folklórní námět o malém šedém vlkovi se prolíná s proudem vědomí, odrážejícím vzpomínky Norštejnovy generace, narozené za války. Film byl na uměleckém festivalu, pořádaném u příležitosti olympijských her 1984, vyhlášen nejlepším animovaným filmem všech dob.
Norštejn je známý svým precizním, přemýšlivým způsobem práce, který mu vynesl přezdívku „Zlatý hlemýžď“. Na celovečerní filmové adaptaci Gogolovy povídky Plášť pracuje již od roku 1981, zatím z tohoto díla byly promítnuty pouze krátké ukázky na několika filmových festivalech. Kvůli pomalému tempu práce byl propuštěn ze Sojuzmultfilmu a roku 1993 založil vlastní studio ŠAR (Škola animátorů a režisérů). Je také uznávaným filmovým pedagogem, který přednáší po celém světě. Za svůj vzor ho označují japonští filmaři Hajao Mijazaki a Isao Takahata, v Japonsku také Norštejn obdržel Řád vycházejícího slunce. Je autorem knihy Sníh na trávě, v níž vysvětluje svoje tvůrčí postupy.
V roce 2014 převzal Jurij Norštejn čestný doktorát pražské Akademie múzických umění.